# لورانس تشامبرز
لورانس تشامبرز (بالإنجليزية: Lawrence Chambers)‏ هو ضابط أمريكي، ولد في 10 يونيو 1929 في بيدفورد في الولايات المتحدة.